# 相逢何必曾相識 (歌曲)
《相逢何必曾相識》是一首由香港歌手蔣志光和韋綺珊合唱的粵語歌曲，1990年發表。此曲榮獲同年度叱咤頒獎禮「我最喜愛的歌曲大獎」。

## 背景
《相逢何必曾相識》由蔣志光作曲、填詞、王利名編曲、蔣志光和韋綺珊合唱，分別收錄於兩人的專輯《相逢．走》和《革命》，另有同名國語版，由丁曉雯填詞，收錄於蔣志光國語專輯《放心》。
詞人以兩段相近的男女獨白，道出雙方對愛情的無奈，並嵌入了唐代詩人白居易長篇樂府《琵琶行》中的「同是天涯淪落人，相逢何必曾相識」。此歌奪得多個樂壇獎項，包括1990年第8屆十大勁歌金曲獎和第13屆十大中文金曲，也在1990年度叱咤樂壇流行榜頒獎典禮獲得「叱咤樂壇我最喜愛的歌曲大獎」。然而，蔣志光形容此曲是刻意商業計算的產物，他並不滿意，得獎時覺得很空虛。

## 衍伸
與此同時，本曲亦因其高人氣而每每被網民、電視台及廣告商惡搞。最早惡搞此曲的是朱咪咪，在一集《歡樂今宵》的演出中，她邀請現場觀眾對唱時加入一些搞笑的對白，例如：「剩返我一個」。
1992年電影《家有囍事》中吳君如飾演的程大嫂經常在電影唱這首歌，片中最後周星馳飾演的常歡在酒吧用閩南話演繹更成為香港電影經典場面。
2005年古巨基演唱的串燒歌《勁歌·金曲》中，將歌詞“無謂令你令你令你”改為連唱16個“令你”。
2011年4月6日，在同一天播放的四套電視劇中，資深演員羅樂林飾演的角色都要死亡，有網民將此歌改編成為《同是天涯羅樂林》。
2014年在TVB電視劇《老表，你好hea！》裡，這首歌又被改頭換面成為「相逢何必曾燒衣」，而且隨着電視劇在多倫多新時代電視高清二台的播放而流傳至加拿大。與此同時，原唱者蔣志光又被網民翻出他初出道時為麥當勞拍攝的廣告片，麥當勞香港區就在2015年慶祝巨無霸誕生25週年時，特意利用這首歌製作出《相逢何必曾Big Mac》，並由蔣志光演唱，在電視和YouTube放映。
在2017年播映的TVB電視節目《齊癲大聖福祿壽》中，主持人王祖藍在「2017年勁多蝦碌頒獎典禮」環節中，唱出改編版《咖哩何必曾魚蛋》，獲得「最受歡迎合唱歌曲」獎，並邀請韋綺珊合唱。